# ベガルタ仙台・プレミアムファンブック
ベガルタ仙台・プレミアムファンブック（ベガルタせんだいプレミアムファンブック）は、かつて株式会社ベガルタ仙台から発行されていた、ベガルタ仙台の公式マガジン（雑誌）である。

## 概要
1994年に「ブランメル仙台」として創刊された。1995年11月号からは月刊となり、雑誌名も「月刊ブランメル仙台」となった。1999年にはチーム名がベガルタ仙台と改称されたことにより「月刊ベガルタ仙台」となった。雑誌の主な内容としては、選手のインタビュー、試合のダイジェスト、クラブのインフォメーション等。
ベガルタ仙台がJ1に昇格した2002年からは隔月刊発行となり、雑誌名も「クラブ情報誌ベガルタ仙台」となった。なお、隔月刊化後の発行月は2002年から2004年は偶数月、2005年以降は奇数月であった。隔月刊時代の定価は350円であり、売り上げの一部が選手強化資金に充てられ、ベガルタ仙台ファンクラブ会員にはファンクラブ特典として、毎回ファンクラブ入会を申し込んだ際に登録した住所宛に郵送されていた。しかし、2010年からは発行回数が年3回に削減され、誌名が「ベガルタ仙台・プレミアムファンブック」となった。また、一般販売はグッズショップに限られる事になった。